# Блаубојрен
Блаубојрен (њем. Blaubeuren) град је у њемачкој савезној држави Баден-Виртемберг. Једно је од 55 општинских средишта округа Алб-Донау-Крајс. Према процјени из 2010. у граду је живјело 11.912 становника. Посједује регионалну шифру (AGS) 8425020.

## Географски и демографски подаци
Блаубојрен се налази у савезној држави Баден-Виртемберг у округу Алб-Донау-Крајс. Град се налази на надморској висини од 516 метара. Површина општине износи 79,2 km².

## Становништво
У самом граду је, према процјени из 2010. године, живјело 11.912 становника. Просјечна густина становништва износи 150 становника/km².

## Међународна сарадња
| Мјесто  | Држава               | Врста сарадње | Од    |
| ------- | -------------------- | ------------- | ----- |
| Брекнок | Уједињено Краљевство | партнерство   | 1979. |
| Извор   |                      |               |       |